# Jan Šíma-Šána
Jan Šíma-Šána (5. dubna 1900 – ) byl český meziválečný fotbalista, obránce.

## Fotbalová kariéra
Hrál za AC Sparta Praha a SK Meteor VIII. Nastoupil v 11 ligových utkáních. Se Spartou získal v sezóně 1925/1926 mistrovský titul.

## Ligová bilance
| Ročník    | Zápasy | Góly | Klub            |
| --------- | ------ | ---- | --------------- |
| 1925      | 3      | 0    | AC Sparta Praha |
| 1925/1926 | 2      | 0    | AC Sparta Praha |
| 1927      | 6      | 0    | SK Meteor VIII  |
| CELKEM    | 11     | 0    |                 |